# 小貓熊胖達的奇幻冒險
《小貓熊胖達的奇幻冒險》（英語：Life of P.W.S），2018年公視人生劇展，由陳志強、林予晞、王道、馬惠珍、洪晨維領銜主演。本劇以罕見疾病小胖威利症為題材。公視+於2018年9月8日上架、公視主頻於2018年9月9日上檔。

## 播出時間

### 首播
| 頻道     | 所在地 | 首播日期     | 播放時間         |
| -------- | ------ | ------------ | ---------------- |
| 公視+    | 臺灣   | 2018年9月8日 |                  |
| 公視主頻 | 臺灣   | 2018年9月9日 | 週日22:00－23:30 |

## 劇情大綱
本片以棒球貫穿全劇，男主角設定為家中有小胖威利罕病兒的父親楊力豪，被迫放棄成為棒球選手的夢想，一開始以賺錢作為逃避面對兒子永遠好不了的病，他獨自帶著孩子，一面也請年邁的父母來幫忙照料小孩。力豪的生活過得壓抑鬱悶、很不快樂。只要一聽說力豪還有個智能不足的拖油瓶，往往便態度丕變、卻步不前。 
本劇的主角小胖威利的孩子綽號叫『胖達』，因為胖達沒有飽足感，只能到處找食物吃…胖達明知道父親和奶奶都說不可以再吃了，但是胖達不敵慫恿還是惹得父親生氣了… 
胖達的世界簡單快樂，但戲劇娓娓呈現照顧者的艱苦心酸，背負病兒教養照護、家庭經濟責任外，面對事業、親情、愛情及難以避免外人的不瞭解與不諒解，主角在現實壓力、外在眼光與自我情感間拉扯擺盪，拉鋸之間，孩子的天真笑容，一個轉念，他找到了與新聞裡其他小胖威利爸爸攜女自殺絕然不同的道路，最後釋懷坦然面對接受，擔起這個責任，也接受兒子永遠無法達成自己期待的事實，並以有國球之稱的棒球，串起一個家庭面對小胖威利罕見疾病的人生態度。

## 演員列表
| 演員   | 角色   | 介紹                                       |
| 林予晞 | 許惠玲 | 學校輔導老師                               |
| 陳志強 | 楊力豪 | 楊子新的父親                               |
| 王道   | 楊世光 | 楊子新的爺爺、楊力豪的父親                 |
| 馬惠珍 | 郭翠霞 | 楊子新的奶奶、楊力豪的母親                 |
| 洪晨維 | 楊子新 | 小名：胖達。楊力豪的兒子，患有小胖威利症。 |

## 電視劇歌曲
| 曲別   | 歌名              | 演唱者 | 作詞 | 作曲 |
| 片頭曲 | I Won't Be Afraid | 林耕禾 |      |      |
| 片尾曲 | 早就習慣          | 林耕禾 |      |      |

## 外部連結
- 小貓熊胖達的奇幻冒險的Facebook專頁

| 公視主頻 週日22:00－23:30 | 公視主頻 週日22:00－23:30             | 公視主頻 週日22:00－23:30 |
| ------------------------- | ------------------------------------- | ------------------------- |
|                           | 小貓熊胖達的奇幻冒險 （2018年9月9日） |                           |
| －                        | －                                    |                           |